# Numéro d'immatriculation fiscale

## Europe
Le NIF (numéro d'identification fiscale — en anglais TIN, pour tax identification number) est un identifiant attribué aux contribuables par les administrations fiscales de la plupart des États membres de l’Union européenne. Les états membres qui n’en délivrent pas, utilisent un autre numéro à forte intégrité garantissant un niveau d’identification équivalent.

### Allemagne
L'Allemagne attribue un Steueridentifikationsnummer, c'est-à-dire numéro d'identification fiscale, à quiconque élit son domicile principal et deviendrait ainsi susceptible de payer des impôts en Allemagne. C'est pourquoi il en est attribué aux nouveau-nés peu après la naissance.
Ce Steueridentifikationsnummer est un numéro à 11 chiffres, sur le modèle du NIF / TIN européen, qui restera valable toute une vie.

### Belgique
La Belgique délivre des NIF qui sont inscrits sur les documents d’identité officiels. Pour les personnes physiques, le NIF correspond au numéro national (NN ou NISS). Ce numéro d’identification se compose de 11 chiffres.
Pour les entreprises, le NIF correspond au numéro d'entreprise BCE/KBO qui correspond, pour les entreprises assujetties au n° de TVA.
Anciennement, le RPM (registre de commerce géré par le ministère de l'économie), le RUP (registre des Unions professionnelles géré par le ministère de la justice) étaient utilisés, mais ont été remplacés par le BCE/KBO géré par le SPF économies.

### Espagne
Le NIF (Número de identificación fiscal) pour les personnes physiques espagnoles est un numéro unique à des fins fiscales et douanières, qui se compose de neuf caractères, le dernier étant une lettre destinée au contrôle.
| Format              | Explications                           |
| ------------------- | -------------------------------------- |
| 99999999L           | Personnes physiques espagnoles         |
| L9999999L           | Espagnols non-résidents                |
| K9999999L           | Espagnols résidents de moins de 14 ans |
| X ou Y ou Z 9999999 | Étrangers possédant un NIE             |
| M9999999L           | Étrangers sans NIE                     |

Le NIE (Número de identificación de extranjero) concerne les étrangers et le CIF (Código de identificación fiscal) concerne les personnes juridiques.

### France
La France attribue un identifiant unique pour tous les individus ayant une obligation déclarative fiscale dans le pays, comme prévu aux dispositions des articles 170 et suivants du code général des impôts. Le numéro est attribué dès l'enregistrement du contribuable dans la base de données du Trésor Public. Cet identifiant est unique et attribué à vie. Le numéro est composé de 13 chiffres commençant toujours par 0,1,2 ou 3,.
Son appellation initiale est "numéro SPI" par abréviation de numéro d'inscription au fichier de simplification des procédures d'imposition [SPI], ou numéro fiscal aménagé dans les années 1990s pour correspondre au NIF (numéro d'identification fiscale) voulu dans le cadre de l'harmonisation de la fiscalité en Europe et introduit en France en 2011.
Pour les personnes morales, l'identifiant correspondant est le numéro SIREN à 9 chiffres.
Cet identifiant fiscal ne doit pas être confondu avec son pendant social, le numéro de sécurité sociale ou numéro INSEE ou numéro d'inscription au répertoire des personnes physiques (abrégé en NIRPP ou NIR), attribué par l'INSEE, ni avec l'Identifiant national de santé (NIS).

## Pologne
En Pologne, l'administration fiscale attribue un Numer identyfikacji podatkowej (NIP). Il s'agit pour les personnes physiques d'un numéro d'identification national, c'est-à-dire le Powszechny Elektroniczny System Ewidencji Ludności (PESEL). Par ailleurs, l'Office central des statistiques (pl) (GUS) attribue un numéro d'identification REGON (Rejestr Gospodarki Narodowej) comparable aux numéros SIREN et SIRET délivrés par l'INSEE en France.

## Amérique du Nord

### Canada
SIN (Social Insurance Number) ou NAS (numéro d'assurance social).
NE (Numéro d'entreprise) pour les entreprises enregistrées, organismes sans but lucratif, incorporations et autres formes juridiques.

### États-Unis
SSN (Social Security Number). Les personnes n'ayant pas de SSN, utilisent un TIN (Taxpayer Identification Number).

## Pays d'Amérique latine

### Haïti
Le Numéro d'Immatriculation Fiscale (NIF) ou numéro d'identité fiscale ou numéro d'identification fiscale est un identifiant délivré par la Direction Générale des Impôts (DGI) en Haïti à partir de 1987 et qui comporte 10 chiffres.
Toute personne physique ou morale, quelle que soit sa forme juridique ou sa personnalité est tenue de se munir de ce numéro.
Par ailleurs, la formalité d'immatriculation fiscale concerne également les missions diplomatiques et consulaires, les agences de coopération et organismes internationaux, les personnes morales ou entreprises étrangères liées à l'État par un traité ou contrat prévoyant l'exonération fiscale comme privilège accordé qui sont par contre exemptes de paiement.

### Mexique
Le Registre Fédéral des Contribuables (RFC) est attribué par le Système d'Administration Tributaire (SAT). Il comporte 13 caractères pour les personnes physiques : La première lettre et la première voyelle du nom de famille paternel, puis la première lettre du nom de famille maternel ('X' si la personne n'a qu'un seul nom de famille), puis la première lettre du premier prénom. Vient ensuite la date de naissance sous la forme AAMMJJ puis une clé de 3 caractères pour différencier les homonymes.

### Pays d'Amérique Latine / Amérique du Sud
- Bolivie, Colombie, Panama, Salvador et Guatemala : NIT (Número de Identificación Tributaria).
- Brésil : CPF (Cadastro de Pessoa Física) ou CNPJ (Cadastro Nacional de Pessoa Jurídica).
- Chili : RUT (Rol Único Tributario).
- Costa Rica : NITE (Número de Identificación Tributaria Especial).
- Guatemala : RTU (Registro Tributario Unificado).
- Honduras : RTN (Registro Tributario Nacional).
- Paraguay, Pérou et Ecuador : RUC (Registro Único de Contribuyentes).
- République Dominicaine : RNC (Registro Nacional del Contribuyente).
- Uruguay : RUT (Registro Único Tributario).
- Venezuela : RIF (Registro Único de Información Fiscal).

## Afrique

### Togo
L'article 7 du Livre de Procédures Fiscales de 2020 du Togo dispose : « Toute personne physique ou morale qui entreprend une activité commerciale ou toute autre activité susceptible d’entraîner des obligations fiscales doit se faire immatriculer auprès de l’Administration fiscale dès le début de l’activité ou de la création de l’entreprise.
Toute personne physique ou morale susceptible de payer les impôts, droits et taxes en vigueur au Togo, est soumise obligatoirement à un système d’identification unique.
Il est délivré à cet effet par l’administration fiscale, un certificat d’immatriculation dont le contenu, les conditions d’octroi sont fixées par décision du Commissaire général.
L’Administration fiscale attribue aux personnes visées un numéro d’identification fiscale en abrégé « NIF » à utiliser pour tous les types d’impôts et taxes en vigueur ainsi que lors des transactions diverses. Le NIF est requis dans toutes les administrations et doit être marqué sur tous les documents ainsi que toutes les déclarations ou relevés à souscrire concernant une tierce personne.
Les procédures de domiciliations bancaires et de dédouanements liées aux opérations de commerce extérieur, les ouvertures de comptes commerciaux, les paiements par tout receveur des impôts ne peuvent s’effectuer sans le NIF.
Les conditions d’attribution, de désactivation et de réactivation du NIF sont précisées par une décision du Commissaire général. »